# Hafsidé
Hafsidé (arabsky الحفصيون‎, al-Hafsijún, berbersky ⵉⵃⴰⴼⵙⵉⴻⵏ) byla muslimská (sunnitská) dynastie berberského původu, která vládla v letech 1229–1574 na území dnešního Tuniska, západní Libye a okrajích východního Alžírska. Tento severoafrický region byl souhrnně nazývaný Ifríkíje. Státní útvar je nazýván jako hafsidký sultanát, případně tuniský nebo nepřesně moderním názvem země „Tunisko“, protože centrem hafsidského státu bylo město Tunis.

## Historie

### Provincie Almohadů
Hafsidská dynastie původně vzešla z místodržitelů Almohadů pro severoafrické oblasti Ifríkíje s centrem v dnešním Tunisu. Provincií říše Almohadů byli do roku 1229. V důsledku probíhající španělské reconquisty na Pyrenejském poloostrově a následném rozpadu říše Almohadů nabyli Hafsidé v roce 1264 plné suverenity. 

### Nezávislý sultanát

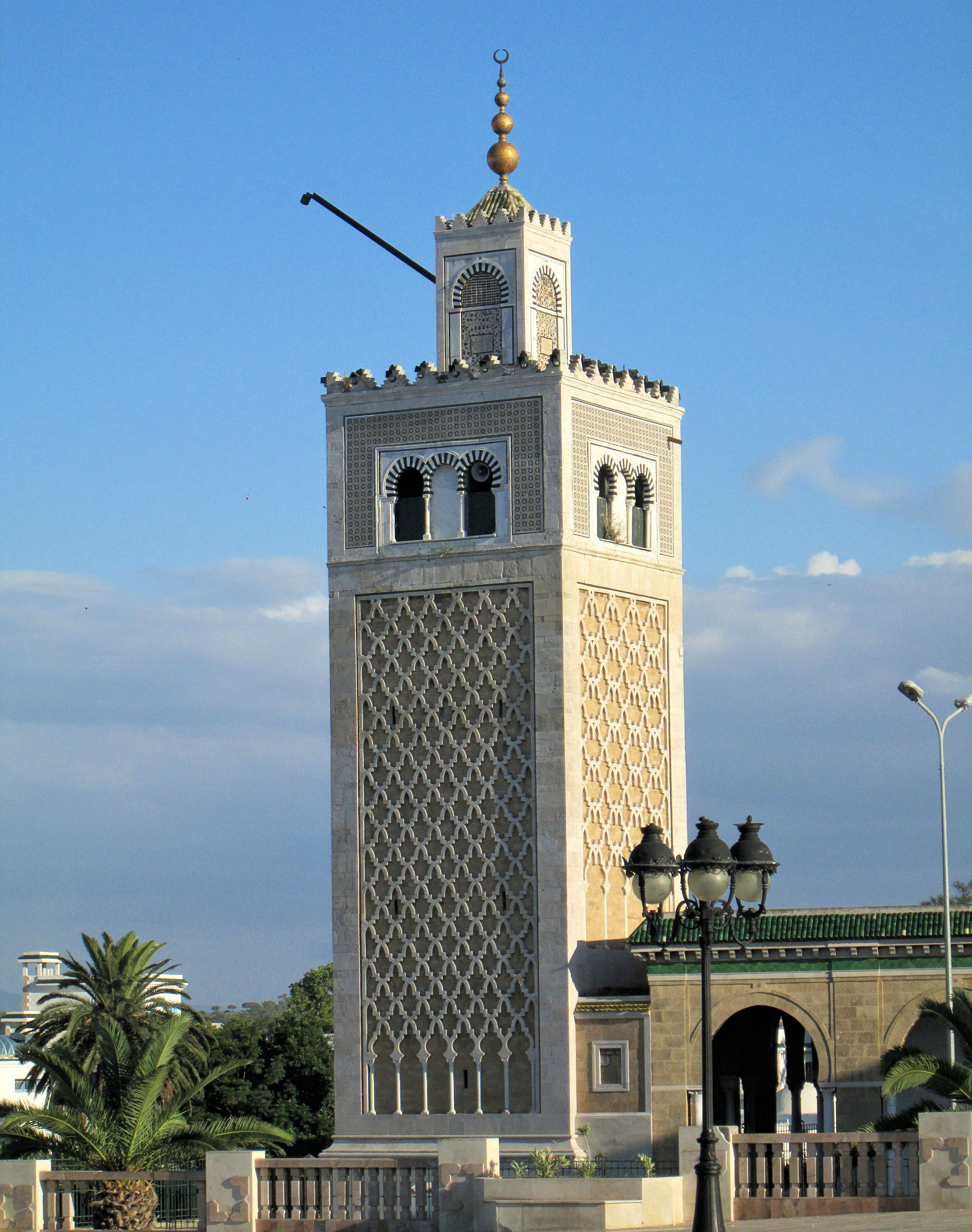
Mešita v Tunisu z třicátých let 13. století

Prvním samostatným vladařem, který si přisvojil titulu chalífy, byl v pořadím druhý vládce Muhammad I. al-Mustansir (1228–1277). Muhammad musel za své vlády v roce 1287 čelit vojskům osmé křížové výpravy vedené francouzským králem Ludvíkem IX. Pro křižáky mělo toto tažení být jen zahřívací epizodou, v plánu bylo rychlé obsazení severoafrické země a odtud následně podniknout další výpad proti daleko silnějšímu mamlúckému Egyptu a podpořit tak ohrožené křižácké státy v Levantě. V tomto případě byl osud nakloněn Hafsidům; křížová výprava skončila pro Francouze fiaskem již na samém začátku kvůli nečekanému skonu Ludvíka IX. na úplavici, nikoli tedy zásluhou vojenské nebo taktické převaze sultanátu.

### Zlatý věk

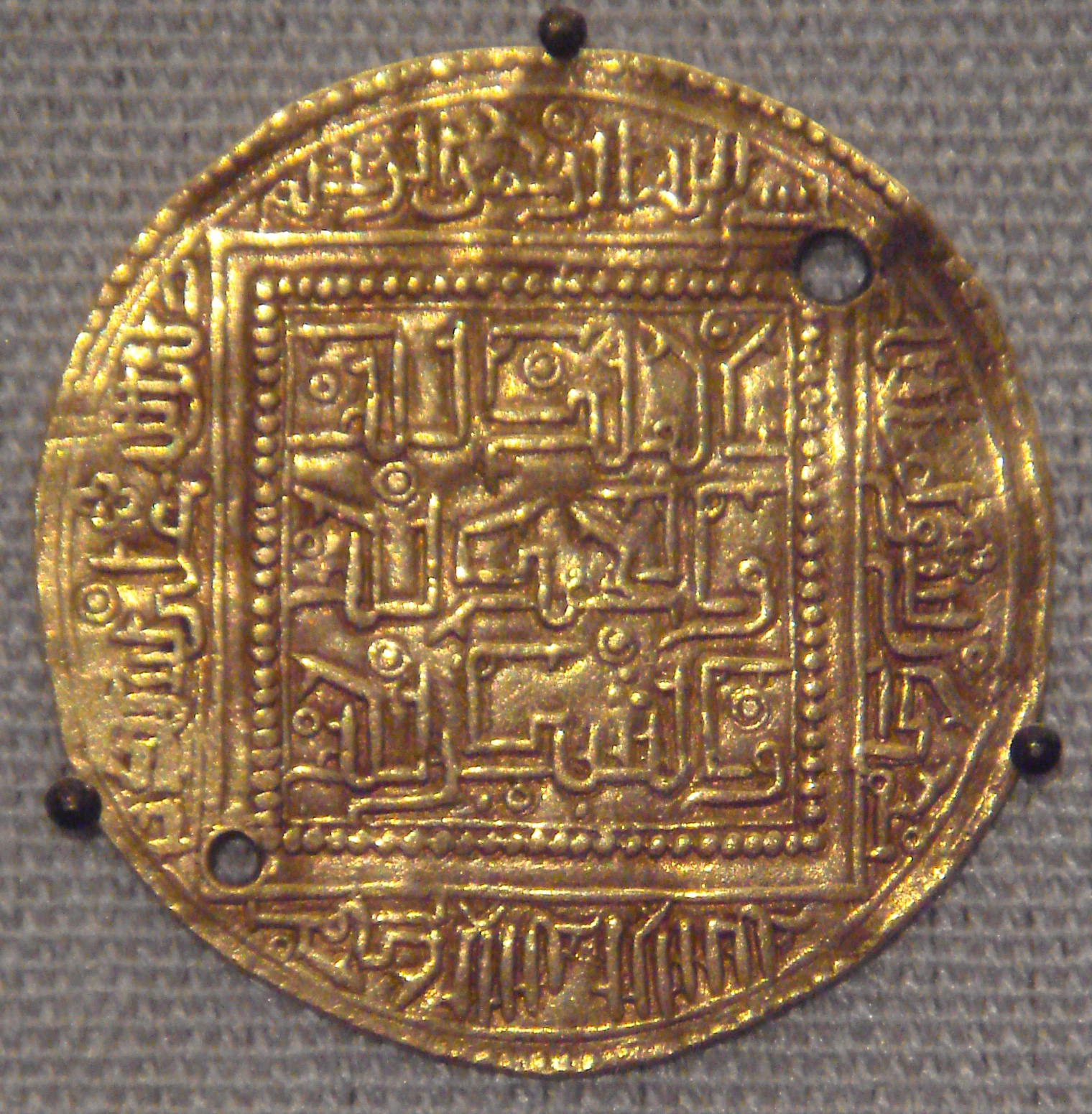
Mince Hafsidů

Přestože Ifríkíje (dnes Tunisko, část Libye a Alžírska) po dobu panování Hafsidů zažívala období rozkvětu a hovoří se proto někdy jako o „zlatém věku Tuniska“, tak z pohledu mezinárodní vlivu dosáhla severoafrická dynastie pouze okrajového významu a její vliv nedosahoval dál za hranice Ifríkíje. Úspěchy Hafsidů se střídaly se strmými pády, ačkoli si dokázali úspěšně přilehlé alžírské země na úkor Tilimsánského sultanátu, byli mezi lety 1347 a 1357 dvakrát poraženi marockými Marínovci a v průběhu 14. století museli čelit neutuchajícímu vnitřnímu hospodářskému úpadku. Hafsidé byli podporovateli nechvalně proslulého středomořského pirátství a Ifríkije se stávala důležitou pirátskou základnou. Berberští piráti odtud vyplouvali přepadávat obchodní lodě evropských států, zejména italských námořních republik, které tak citelně přicházely o podstatné výnosy z námořního obchodu. Pirátské loupení strhávalo pozornost Evropy k zemi Severní Afriky coby baště pirátství. Roku 1390 došlo ke křížové výpravě známé jako mahdijská, která se pokusila o dobytí pirátské pevnosti Mahdia na pobřeží sultanátu. Tato dobrodružná intervence ze strany Evropy byla od počátku odsouzena k nezdaru a Hafsidy ani piráty nijak vážně nezasáhla, ale měla psychologický efekt, který je alespoň přiměl se na nějaký čas vzdát pirátských aktivit vůči Janovanům.

### Úpadek sultanátu a anexe
Vojensky a hospodářsky upadající sultanát roku 1534 poprvé podlehl turecké invazi Osmanské říše, avšak další porážky měly teprve následovat. Po této osmanské anexi byli zanedlouho Osmanští Turci vyhnáni z Afriky intervencí císaře Karla V. a hafsidská Ifríkíje se stala poplatným vazalským státem Habsburků. V roce 1535 došlo k španělskému dobytí Tunisu a hafsidský stát se octl pod nadvládou habsburského Španělska. V roce 1569 byla Ifríkíje znovu napadena a anektována Osmanskou říší, na což znovu zareagovala habsburská vojska, nyní pod vedením Juana de Austria, která dosáhla instalací sobě nakloněného vládce Abú Abdallaha Muhammada IV. (s hodností chalífy). Ani to však neodvrátilo dalším osmanským snahám o anexi severoafrické země a připojení k Osmanské říši. Roku 1574 byla země opět dobyta osmanskými vojsky, a to již nevratně. Poslední hafsidský vládce chalífa Muhammad VI. byl převezen do Konstantinopole, kde v zajetí roku 1594 zemřel. Někteří zbylí dědicové a potomci hlavní větve hafsidské dynastie unikli osmanskému pronásledování a uchýlili se pod španělskou ochranou na Kanárské ostrovy a ostrov Tenerife. Vládu nad Tuniskem již ale nikdy nezískali zpět.

## Symboly

Znak Abú Abdallaha Muhammada VI. (1573–1574)

Není zřejmé, zda evropské a arabské obchodní mapy zachycují fantazii autorovu nebo proměnlivost hafsidské symboliky v průběhu staletí. Zprvu je to červený nebo modrý „gonfanon“ s bílým či žlutým srpkem měsíce, kterou v 15. století nahradila vlajka žlutá s bílým půlměsícem. Na některých mapách jsou vyobrazeny prapory dvou evropských mocností, kterým vládli Habsburkové (jmenovitě Španělska a Habsburské monarchie), podle toho, komu byli Hafsidé toho času podřízeni.

### Vlajky spjaté s Hafsidy nebo Tunisem
| Podoba | Období          | Využití                                                   | Popis |
| ------ | --------------- | --------------------------------------------------------- | --- |
|        | 14. století     | Prapor Ifríkíje na obchodní mapě                          | Červená s bílým či žlutým půlměsícem vyobrazená na obchodních mapách Sanuda (okolo 1321), Dulcerta (1339) a Katalánský atlas (1375) |
|        | 14. století     | Vlajka města Constantine                                  | Bílo-žlutý prapor ze sbírky Kniha všech království                                                                                  |
|        | 14. století     | Vlajka Annaby                                             | Bílý prapor s černým půlměsícem, první varianta je ze sbírky Kniha všech království, druhá je z mapy Katalánského atlasu            |
|        | 15. století     | Hafsidské vojsko (na ilustraci)                           | Žlutý prapor s bílým půlměsícem, různé varianty                                                                                     |
|        | 14.–16. století | Vlajka Bidžájského emirátu                                | Červená vlajka s kuší ze sbírky Kniha všech království                                                                              |
|        | 1537            | Vlajka Španělska na obchodní mapě, doba španělské okupace | Vlajka Kastilské koruny, resp. Španělska, na Maggiolově obchodní mapě                                                               |
|        | 1550            | Státní nebo obchodní vlajka Tunisu                        | Bílá s modrým půlměsícem (poslední roky hafsidského státu)                                                                          |
|        | 1565            | Vlajka Habsburků na obchodní mapě kolem Tunisu            | Vlajka Svaté říše římské, resp. rakouských Habsburků, na mapě Giorgia Sideriho                                                      |